# Shazam (serviciu de identificare)
Shazam (engleză: [ʃəˈzæm]) este un serviciu de identificare muzicală pentru telefon mobil și smartphone al companiei Shazam Entertainment Limited cu sediul la Londra. Aceasta mai deține șapte sucursale.  
Dezvoltatorul original al aplicației, Shazam Entertainment Limited a fost fondată în anul 1999 de către Chris Barton, Philip Inghelbrecht, Avery Wang și Dhiraj Mukherjee. Pe 24 septembrie 2018, compania a fost achiziționată de către Apple pentru un raport de 400 de milioane de dolari.

## Dispozitive compatibile
Shazam rulează pe sistemele Android, iOS (inclusiv Apple Watch), BlackBerry OS, tvOS, watch Windows Phone. Shazam este, de asemenea, disponibil pentru Apple Mac, ca o aplicație de desktop care, atunci când este activată, rulează în fundal și recunoaște automat orice melodie redată pe computer sau în apropierea computerului. Lansarea de către Apple a sistemului de operare iOS 8 în septembrie 2014 a venit cu integrarea Shazam în Apple Siri.

## Finanțarea
În septembrie 2012, Shazam a strâns 32 de milioane de dolari din finanțare. În iulie 2013, Carlos Slim a investit 40 de milioane de dolari în Shazam pentru o acțiune nedezvăluită.
În martie 2014, Shazam a confirmat o nouă finanțare de 20 de milioane de dolari, ridicând valoarea totală a companiei la 500 de milioane de dolari. Mai mulți susținători ai companiei includ firma europeană de capital de risc DN Capital, care a investit în Shazam în 2004.

## Proces de încălcare al brevetelor
În mai 2009, Tune Hunter a acuzat Shazam că a încălcat brevetul SUA 6,941,275, care acoperă identificarea și achiziționarea muzicii într-un dispozitiv portabil. Shazam a soluționat cazul în ianuarie 2010.